# Eesti Karikas 2011-2012
La Coppa d'Estonia 2011-2012 (in estone Eesti Karikas) è stata la 20ª edizione del torneo. La competizione è iniziata il 2 agosto 2011 ed è terminata il 26 maggio 2012. Il Levadia Tallinn ha vinto il trofeo per la settima volta.

## Formula del torneo
Gli accoppiamenti, così come il turno di ingresso nel torneo, sono sorteggiati in modo totalmente casuale e non ci sono teste di serie.
| Turno                   | Numero di incontri | Squadre | Entrano a questo turno                                                                                                |
| ----------------------- | ------------------ | ------- | --- |
| Primo turno             | 32                 | 90 → 64 | 7 squadre di Meistriliiga 5 squadre di Esiliiga 10 squadre di II Liiga 17 squadre di III Liiga 13 squadre di IV Liiga |
| Trentaduesimi di finale | 32                 | 64 → 32 | 3 squadre di Meistriliiga 4 squadre di Esiliiga 6 squadre di II Liiga 10 squadre di III Liiga 15 squadre di IV Liiga  |
| Sedicesimi di finale    | 16                 | 32 → 16 | – |
| Ottavi di finale        | 8                  | 16 → 8  | – |
| Quarti di finale        | 4                  | 8 → 4   | – |
| Semifinali              | 2                  | 4 → 2   | – |
| Finale                  | 1                  | 2 → 1   | – |

## Primo turno
Le partite si giocano tra il 6 e il 31 luglio 2011.
| Squadra 1             | Risultato         | Squadra 2           |
| --------------------- | ----------------- | ------------------- |
| Olympic Tallinn       | 6 – 1             | Kiiu                |
| Kaitseliit/Kalev      | 2 – 7             | Viljandi            |
| Ararat/TTÜ            | 3 – 1             | Tulevik Viljandi    |
| Tabasalu              | 9 – 1             | Twister             |
| Tartu HaServ          | 2 – 4             | Trans Narva         |
| Kalju Nõmme           | 14 – 0            | Kalju Nõmme III     |
| Noorus-96 Jõgeva      | 1 – 1 (5 – 4 dtr) | Saue Laagri         |
| Toompea 1994          | 1 – 12            | Orbiit Jõhvi        |
| Maardu                | a tavolino        | Kose                |
| Akhtamar              | 4 – 2             | Warrior Valga 2     |
| Kalev Tallinn Juunior | 1 – 4             | Järva-Jaani         |
| Welco Tartu           | 1 – 0             | Kalev Tallinn III   |
| Igiliikur             | 1 – 2             | Tapa                |
| Reaal Tallinn         | 1 – 9             | Pärnu               |
| Warrior Valga         | 1 – 5             | Tammeka Tartu II    |
| Infonet               | 8 – 0             | Haiba               |
| Saaremaa              | 2 – 10            | Kalev Tallinn       |
| Nõmme United          | 1 – 3             | Keila               |
| Rada Kuusalu          | 2 – 1             | Tabivere            |
| Elva                  | a tavolino        | Luunja              |
| FC Lelle              | 2 – 1             | HÜJK Emmaste        |
| Ajax Lasnamäe         | 0 – 6             | Kuressaare          |
| Joker Raasiku         | 5 – 0 (dts)       | Otepää 2            |
| Jalgpallihaigla       | 0 – 17            | Flora Tallinn       |
| Levadia Tallinn       | 8 – 0             | Lootus Kohtla-Järve |
| EMÜ                   | 1 – 9             | Otepää              |

## Trentaduesimi di finale
Le partite si giocano tra il 2 e il 16 agosto 2011.
| Squadra 1        | Risultato         | Squadra 2           |
| ---------------- | ----------------- | ------------------- |
| Paide            | 8 – 0             | Tabasalu II         |
| Rada Kuusalu     | 0 – 3             | Viljandi            |
| Joker Raasiku    | 3 – 0             | Olympic Tallinn     |
| Levadia Tallinn  | 1 – 1 (5 – 4 dtr) | Kalju Nõmme         |
| Kärdla           | 1 – 3             | Puuma Tallinn       |
| Võru             | 5 – 0             | Mercury Tallinn     |
| Kalju Nõmme      | 10 – 1            | Kaitseliit Kalev II |
| Saaremaa         | a tavolino        | Saku Sporting       |
| Welco Tartu      | 5 – 2             | Loo                 |
| Maardu           | 4 – 0             | Atli Rapla          |
| Visadus          | 0 – 2             | Navi                |
| Elva             | 3 – 3 (3 – 0 dtr) | Noorus-96 Jõgeva    |
| Orbiit Jõhvi     | 9 – 1             | Aspen Vastseliina   |
| Kalev Sillamäe   | 6 – 0             | Tammeka II          |
| Irbis Kiviõli    | 8 – 1             | Tääksi              |
| Quattromed       | 1 – 5             | Pärnu               |
| Flora Tallinn II | 3 – 0             | Premium             |
| Trans Narva      | 7 – 0             | TJK Legion          |
| Kuressaare       | 7 – 0             | Ambla               |
| Pokkeriprod      | 0 – 24            | Tammeka Tartu       |
| Suema/Cargobus   | 2 – 3             | Ararat/TTÜ          |
| Soccernet        | 4 – 3             | Akhtamar            |
| Ülikool Tallinn  | 2 – 3             | Ganvix Türi         |
| Kristiine        | 0 – 9             | Infonet             |
| Lootos Põlva     | 6 – 1             | Järva-Jaani         |
| Kumake           | 1 – 0             | Sörve               |
| Leisi            | 2 – 2 (5 – 4 dtr) | Piraaja Tallinn     |
| Tarvas Rakvere   | 5 – 0             | Eston Villa         |
| Keila            | a tavolino        | Tabasalu            |
| Tapa             | 0 – 8             | Kalev Tallinn       |
| Flora Tallinn    | 13 – 0            | FC Lelle            |
| Otepää           | 3 – 0             | Metropool           |

## Sedicesimi di finale
Le partite si sono giocate tra il 30 agosto e il 5 ottobre 2011.
| Squadra 1        | Risultato         | Squadra 2      |
| ---------------- | ----------------- | -------------- |
| Orbiit Jõhvi     | 0 – 3             | Viljandi       |
| Elva             | 1 – 2             | Maardu         |
| Trans Narva      | 9 – 0             | Navi           |
| Kuressaare       | 2 – 1             | Welco Tartu    |
| Kalev Sillamäe   | 8 – 0             | Võru           |
| Pärnu            | 13 – 0            | Soccernet      |
| Irbis Kiviõli    | 1 – 3             | Paide          |
| Kalju Nõmme II   | 4 – 4 (3 – 4 dtr) | Lootos Põlva   |
| Flora Tallinn II | 2 – 1             | Ararat/TTÜ     |
| Kumake           | 3 – 2             | Ganvix Türi    |
| Leisi            | 0 – 1             | Saaremaa       |
| Puuma Tallinn    | 1 – 4             | Flora Tallinn  |
| Levadia Tallinn  | 5 – 0             | Infonet        |
| Joker Raasiku    | 1 – 4             | Tammeka Tartu  |
| Keila            | 2 – 5             | Tarvas Rakvere |
| Otepää           | 0 – 7             | Kalev Tallinn  |

## Ottavi di finale
Le partite si sono giocate tra il 21 settembre e il 2 novembre 2011.
| Squadra 1       | Risultato         | Squadra 2        |
| --------------- | ----------------- | ---------------- |
| Kumake          | 0 – 1             | Flora Tallinn II |
| Paide           | 3 – 3 (7 – 6 dtr) | Kalev Sillamäe   |
| Viljandi        | 2 – 1 (dts)       | Tarvas Rakvere   |
| Tammeka Tartu   | 7 – 0             | Kuressaare       |
| Lootos Põlva    | 0 – 9             | Flora Tallinn    |
| Trans Narva     | 6 – 0             | Maardu           |
| Saaremaa        | 1 – 4             | Pärnu            |
| Levadia Tallinn | 4 – 1             | Kalev Tallinn    |

## Quarti di finale
Le partite si sono giocate tra il 24 e il 25 aprile 2012.
| Squadra 1        | Risultato | Squadra 2       |
| ---------------- | --------- | --------------- |
| Flora Tallinn    | 3 – 0     | Viljandi        |
| Trans Narva      | 2 – 1     | Tammeka Tartu   |
| Paide            | 4 – 0     | Pärnu           |
| Flora Tallinn II | 0 – 2     | Levadia Tallinn |

## Semifinali
Le partite si sono giocate l'8 maggio 2012.
| Squadra 1       | Risultato         | Squadra 2     |
| --------------- | ----------------- | ------------- |
| Paide           | 0 – 1             | Trans Narva   |
| Levadia Tallinn | 0 – 0 (5 – 4 dtr) | Flora Tallinn |

## Finale
| Squadra 1   | Risultato | Squadra 2       |
| ----------- | --------- | --------------- |
| Trans Narva | 0 – 3     | Levadia Tallinn |

| Arbitro: | Roomer Tarajev |

|  |           |                                          |
|  | Marcatori | 40’ Podholjuzin 65’ Artjunin 81’ Morozov |